# 4409 Кіслінг
4409 Кіслінг (4409 Kissling) — астероїд головного поясу, відкритий 30 червня 1989 року.
Тіссеранів параметр щодо Юпітера — 3,229.